# Actinodure d'Egerton
Espèce
Statut de conservation UICN

 LC  : Préoccupation mineure
L'Actinodure d'Egerton (Actinodura egertoni) est une espèce de passereau de la famille des Leiothrichidae.

## Répartition et sous-espèces
- Actinodura egertoni egertoni Gould, 1836 — centre/est de l'Himalaya
- Actinodura egertoni khasiana Godwin-Austen, 1876 — Mishmi Hills
- Actinodura egertoni lewisi Ripley, 1948 — Patkai
- Actinodura egertoni ripponi Ogilvie-Grant & La Touche, 1907 — Yunnan et Birmanie

## Habitats
Il vit dans les montagnes humides tropicales et subtropicales.